# Kora-Nationalpark
Der Kora-Nationalpark ist ein Nationalpark im Tana River County, Kenia. Das 1788 km² umfassende Gebiet wurde 1973 von der kenianischen Regierung als Schutzgebiet ausgewiesen und 1989 zum Nationalpark erklärt. Der Park ist unter anderem durch George Adamson („Born Free“) bekannt geworden. Adamson lebte von 1970 bis zu seiner Ermordung durch Wilderer 1989 im Kora-Nationalpark. Er wurde unweit seines früheren Camps beigesetzt.
Der Nationalpark liegt ungefähr 280 Kilometer nordöstlich von Nairobi und ist über Thika und Mwingi auf dem Landweg erreichbar. Es handelt sich um ein sehr trockenes Gebiet, das vor allem von Dornenbäumen und Buschland bewachsen ist. An der Nordgrenze fließt der Tana River, der größte Fluss Kenias. Eine Brücke über den Tana verbindet den Park mit dem Meru-Nationalpark. Der Fluss verfügt über mehrere Stromschnellen und Wasserfälle und ist die wesentliche Wasserquelle der Gegend. Im Park befinden sich markante Felsen und Inselberge, die auch erklettert werden können.
Bevor das Gebiet unter Schutz gestellt wurde, war es ein wichtiges Weidegebiet für die halbnomadischen Somali und Borana.
Es gibt zwar diverse unbefestigte Straßen, aber keine touristische Infrastruktur. Für Reisende, die möglichst rasch viele Tiere sehen wollen, ist der Park derzeit nicht empfehlenswert. Das soll sich aber ändern: Im September 2014 wurde bekannt, dass der Kenya Wildlife Service (KWS), Kenias staatliche Wild- und Naturschutzbehörde, den Park zu einem Spezialreservat für Löwen entwickeln wird. Parallel zu den Anstrengungen, eine stabile Löwenpopulation aufzubauen, plant der KWS, den abgelegenen Nationalpark auch für den Tourismus zu entwickeln.
Für den Besuch des Parks, der immer wieder Ziel von Wilderern aus der von Somali bewohnten Nordostregion des Landes ist, muss derzeit noch offiziell eine Genehmigung durch den Kenya Wildlife Service (Langata bei Nairobi) eingeholt werden.
Im Kora-Nationalpark wurden 500 Insekten- und 40 Reptilienarten registriert. Auch Elefanten, Kudus, Wildhunde, Hyänen, Leoparden und Geparden wurden im Park gesichtet. Häufig anzutreffen sind Antilopen, Strauße und Büffel.